# National Council of Sierra Leone
Der National Council of Sierra Leone (NCSL), eigentlich National Council of the Colony of Sierra Leone, war in den 1950er Jahren die größte Oppositionspartei im westafrikanischen Sierra Leone.

## Geschichte
Die politische Partei wurde von ehemaligen Mitgliedern des sierra-leonischen Ablegers National Congress of British West Africa unter Federführung von Herbert Bankole-Bright und Isaac Wallace-Johnson 1950 gegründet. Den meisten Rückhalt hatte der NCSL bei den Krio und Oku rund um Freetown. Ursprünglich sollte die NCSL den Namen Ogboni Society tragen.
Politisch stand die NCL der Stevenson-Verfassung von 1947 entgegen und wollte einen föderalen Staat mit getrennten Parlamenten für die Kolonie und das Protektorat einführen.
Bei der Parlamentswahl 1951 hatte die NCSL mehr Sitze als die Sierra Leone People’s Party (SLPP) erzielt. Da sich sämtliche unabhängigen Kandidaten jedoch der SLPP anschlossen, verlor der NCSL die politische Mehrheit. Die Partei blockierte daraufhin nahezu sämtliche Entscheidungen im Parlament, solange die SLPP sich der Verfassungsfrage nicht angenommen hat.
1954 verließ Wallace-Johnson die Partei und gründete die United Progressive Party (UPP). Bei der Parlamentswahl 1957 verlor der National Council sämtliche Abgeordnetenmandate und kam nur auf 1,8 Prozent der Stimmen. Die USLPP wurde größte Oppositionspartei.
Mit dem Tod von Bankole-Bright 1958 wurde die Partei faktisch aufgelöst.